# Ichimeni, Botoșani
Ichimeni este un sat în comuna Avrămeni din județul Botoșani, Moldova, România. În satul Ichimeni există iazuri și heleștee.